# USS Harvey C. Barnum Jr. (DDG-124)
USS Harvey C. Barnum Jr. (DDG-124) — планируемый эсминец ВМС США класса «Арли Берк» рейса IIA , 74-й в этом классе. Она была названа в честь Харви К. Барнума-младшего, отставного офицера Корпуса морской пехоты США , получившего Почётную медаль за доблесть во время войны во Вьетнаме . Полковник Барнум занимал должности заместителя помощника министра военно-морского флота (вопросы резервов) и исполняющего обязанности помощника министра военно-морского флота (вопросы личного состава и резервов). В пресс-релизе General Dynamics, материнской компании Bath Iron Works, было объявлено, что ВМС США выделили финансирование на планирование и строительство DDG-124 на 2016 финансовый год. Модификация контракта на сумму 644,3 миллиона долларов полностью финансирует этот корабль был награждён в рамках многолетнего конкурса эсминцев класса Arleigh Burke , награждённого в 2013 году. Ожидается, что Harvey C. Barnum Jr. будет введён в строй в 2025 году.